# Л’Ай-ле-Роз
Л’Ай-ле-Роз (фр. L'Haÿ-les-Roses [la.j le ʁoz]) — коммуна во Франции, в регионе Иль-де-Франс, департаменте Валь-де-Марн. Часть Парижской агломерации. Известна своим розарием (фр.), открытым в 1894 году.

## География
Коммуна Л’Ай-ле-Роз является супрефектурой департамента Валь-де-Марн и расположена в непосредственной близости от города Парижа — расстояние до Собора Парижской Богоматери составляет лишь около 10 км. Расположена частично в долине реки Бьевр, притока Сены, частично на плато Лонбуаё (фр.).
Граничит с коммунами Вильжюиф, Шевильи-Ларю, Фресн, Бур-ла-Рен. Коммуна разделена на шесть кварталов, каждый из которых имеет собственную администрацию: Блондо (фр. Les Blondeaux), Сантр (или Центр, фр. Le Centre), Жарден Паризьен (фр. Le Jardin Parisien), Лаллье-Бисетр (фр. Lallier-Bicêtre), Пёти Робензон (фр. Le Petit Robinson) и Вале-о-Ренар (фр. La Vallée-aux-Renards).

## История
На востоке Л’Ай-ле-Роза обнаружены древние стоянки, относящиеся к неолиту. На юго-западе коммуны находятся развалины римских акведуков, обнаруженные во время археологических раскопок начала 1900-х годов.
Первое упоминание Л’Ай-ле-Роза относится к 798 году — поселение под латинским названием Лаякум (Laiacum) упоминается среди владений парижской церкви в хартии Карла Великого. В дальнейшем оно многократно упоминается в средневековых документах под названиями Лаякум или Лагиакум (Lagiacum), что по мнению исследователей может означать этимологию топонима от имени владельца — некоего человека с римским именем Лагиус (Lagius). Со временем название постепенно преобразуется в фр. Lay, а затем в L’Haÿ.
Первоначально коммуна представляла собой сельскохозяйственную деревню, но после начала промышленной революции в ней открылись производства, эксплуатировавшие имеющиеся здесь запасы глины: карьеры, цементные производства, а главное — два кирпичных завода, превратившихся в градообразующие предприятия, где до 1950-х годов работало несколько сотен человек.
В 1894 году розоводом Жюлем Гравро на территории поселения был создан розарий, который стал настолько известен, что в 1914 году коммуна сменила название на современное, которое можно примерно перевести как «Л’Ай, где розы».
20 марта 1927 года была предпринята попытка провести на территории Л’Ай-ле-Роз международный съезд анархистов под председательством Нестора Махно, однако все его участники были задержаны французской полицией.
После раздела департамента Сена 1 января 1968 года коммуна стала частью департамента Валь-де-Марн.
С 1 декабря 1999 года к Л’Ай-ле-Роз были присоединены несколько участков от соседней коммуны Фресн общей площадью 2 гектара.

## Демография
| Численность населения | Численность населения | Численность населения | Численность населения | Численность населения | Численность населения | Численность населения | Численность населения | Численность населения |
| 1793                  | 1800                  | 1806                  | 1821                  | 1831                  | 1836                  | 1841                  | 1846                  | 1851                  |
| --------------------- | --------------------- | --------------------- | --------------------- | --------------------- | --------------------- | --------------------- | --------------------- | --------------------- |
| 331                   | →331                  | ↗336                  | ↗357                  | ↗360                  | ↗407                  | ↗416                  | ↗477                  | ↗481                  |
| 1856                  | 1861                  | 1866                  | 1872                  | 1876                  | 1881                  | 1886                  | 1891                  | 1896                  |
| ↗526                  | ↗585                  | ↗645                  | ↘607                  | ↗671                  | ↘609                  | ↗661                  | ↗760                  | ↗816                  |
| 1901                  | 1906                  | 1911                  | 1921                  | 1926                  | 1931                  | 1936                  | 1946                  | 1954                  |
| ↗1011                 | ↗1141                 | ↗1315                 | ↗2202                 | ↗4094                 | ↗6369                 | ↗7707                 | ↗8016                 | ↗10 278               |
| 1962                  | 1968                  | 1975                  | 1982                  | 1990                  | 1999                  | 2006                  | 2011                  | 2014                  |
| ↗17 968               | ↗24 352               | ↗31 412               | ↘29 568               | ↗29 746               | ↘29 660               | ↗30 400               | ↗30 574               | ↗30 772               |

## Города-побратимы
На конец лета 2017 года у коммуны было 2 города-побратима:
- Бад-Херсфельд
- Ома